# Topsham (Vermont)
Topsham ist eine Town im Orange County des Bundesstaates Vermont in den Vereinigten Staaten mit 1199 Einwohnern (laut Volkszählung von 2020).

## Geografie

### Geografische Lage
Topsham liegt im Norden des Orange Countys. Neben dem Norwich Reservoir gibt es nur wenige kleinere Seen. Der White River mit seinen Nebenflüssen durchfließt die Town in südöstlicher Richtung, er mündet in den Connecticut River. Die Oberfläche ist hügelig. Die höchste Erhebung ist der 709 m hohe, im Nordwesten gelegene Fuller Hill.

### Nachbargemeinden
Alle Entfernungen sind als Luftlinien zwischen den offiziellen Koordinaten der Orte aus der Volkszählung 2010 angegeben.
- Norden: Groton, 2,5 km
- Nordosten: Ryegate, 17,3 km
- Osten: Newbury, 16,6 km
- Süden: Corinth, 4,6 km
- Westen: Orange, 9,1 km

### Stadtgliederung
Es gibt zwei Villages auf dem Gebiet der Town, West Topsham und East Topsham.

### Klima
Die mittlere Durchschnittstemperatur in Topsham liegt zwischen −9,44 °C (15 °Fahrenheit) im Januar und 18,3 °C (65 °Fahrenheit) im Juli. Damit ist der Ort gegenüber dem langjährigen Mittel der USA um etwa 9 Grad kühler. Die Schneefälle zwischen Mitte Oktober und Mitte Mai liegen mit mehr als zwei Metern etwa doppelt so hoch wie die mittlere Schneehöhe in den USA. Die tägliche Sonnenscheindauer liegt am unteren Rand des Wertespektrums der USA, zwischen September und Mitte Dezember sogar deutlich darunter.

## Geschichte

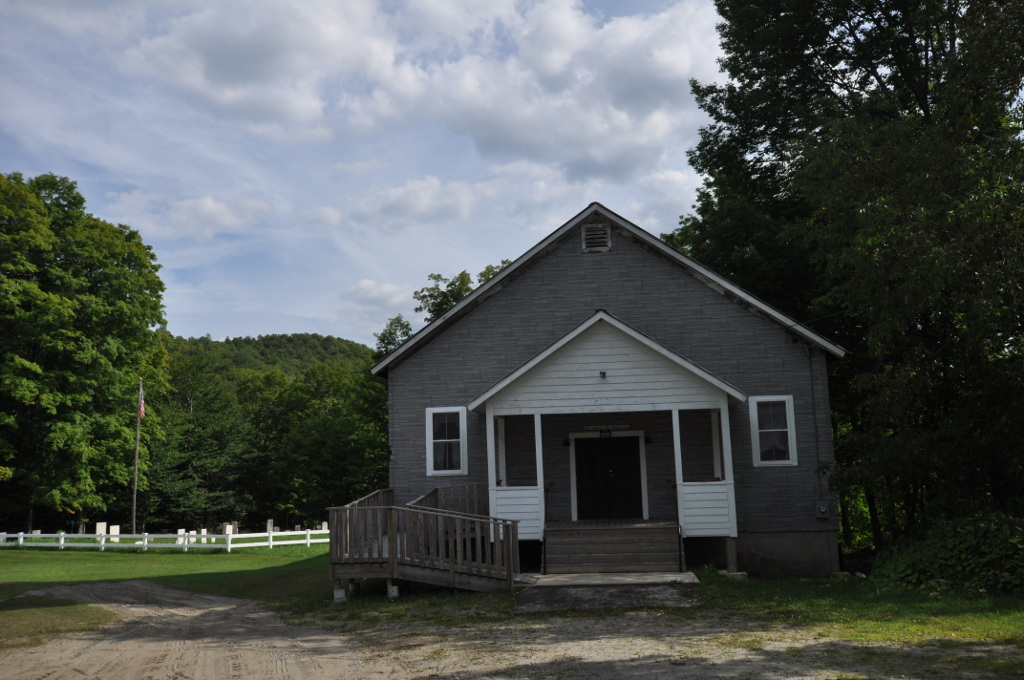
Town Hall in West Topsham

Benning Wentworth vergab den Grant für Topsham am 15. August 1763 an George Frost und weitere Landspekulanten. Benannt wurde die Town vermutlich nach Topsham in Maine. Die Besiedlung begann im Jahr 1781. Die ersten Siedler waren Thomas Chamberlain, Thomas McKaith und Samuel Furnum, sie stammten aus New Hampshire. Die erste Sägemühle wurde im Jahr 1784 errichtet und die erste Schrotmühle 1787. Die konstituierende Sitzung der Town fand am 15. März 1790 statt.
Im Jahr 1803 bekam Topsham weiteres Land hinzu. Ein Gebiet namens Topsham Gore wurde der Town von Newbury zugeschlagen.

### Einwohnerentwicklung
| Jahr      | 1700 | 1710 | 1720 | 1730 | 1740 | 1750 | 1760 | 1770 | 1780 | 1790 |
| --------- | ---- | ---- | ---- | ---- | ---- | ---- | ---- | ---- | ---- | ---- |
| Einwohner |      |      |      |      |      |      |      |      |      | 162  |
| Jahr      | 1800 | 1810 | 1820 | 1830 | 1840 | 1850 | 1860 | 1870 | 1880 | 1890 |
| Einwohner | 344  | 814  | 1020 | 1384 | 1745 | 1668 | 1662 | 1418 | 1365 | 1187 |
| Jahr      | 1900 | 1910 | 1920 | 1930 | 1940 | 1950 | 1960 | 1970 | 1980 | 1990 |
| Einwohner | 1117 | 918  | 825  | 720  | 707  | 733  | 638  | 686  | 767  | 944  |
| Jahr      | 2000 | 2010 | 2020 | 2030 | 2040 | 2050 | 2060 | 2070 | 2080 | 2090 |
| Einwohner | 1142 | 1173 | 1199 |      |      |      |      |      |      |      |

## Wirtschaft und Infrastruktur

### Verkehr
Durch den Nordwesten der Town führt in nordsüdlicher Richtung der U.S. Highway 302 von Orange im Westen nach Groton im Norden. Die Vermont State Route 25 zweigt von diesem nach Süden in Richtung Corinth ab. In Topsham gibt es keinen Bahnhof, der nächste befindet sich in Montpelier.

### Öffentliche Einrichtungen
Es gibt kein Krankenhaus in Topsham. Das Central Vermont Medical Center in Berlin ist das nächstgelegene Krankenhaus.

### Bildung

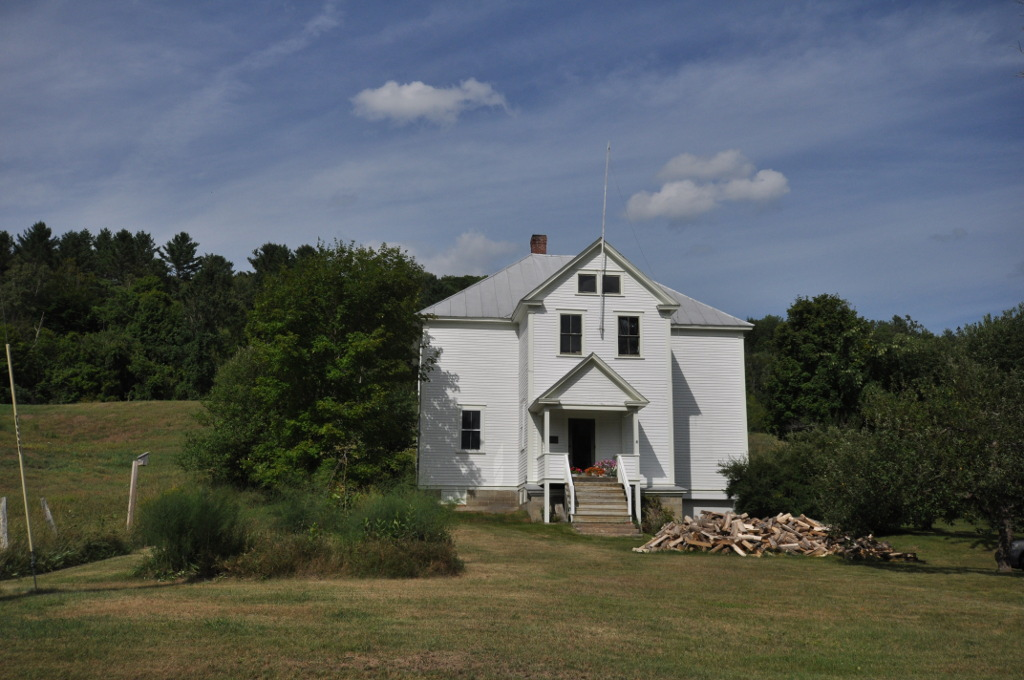
Ehemalige Waits River School in Topsham

Topsham gehört neben Bradford, Newbury, Corinth und Thetford zur Orange East Supervisory Union. In Topsham gibt es keine eigene Schule. Gemeinsam mit den Schülerinnen und Schülern der Town Corinth besuchen die Schulkinder aus Topsham die Waits River Valley School, mit Klassen von Kindergarten bis zur achten Schulklasse.
Es gibt keine Bibliothek in Topsham. Die Blake Memorial Library in East Corinth ist die nächstgelegene Bibliothek, die auch den Bewohnern der Town Topsham zur Verfügung steht.

## Söhne und Töchter der Stadt
- F. J. Mills (1865–1953), Politiker, Vizegouverneur des Bundesstaates Idaho
- James Hamilton Peabody (1852–1917), Politiker, Gouverneur des Bundesstaates Colorado